# Air Canada
Air Canada – kanadyjska narodowa linia lotnicza z siedzibą w Montrealu. Oferuje loty na trasach do 178 miast flotą 350 samolotów.
Powstała w 1937 jako część innej firmy, a w 1964 została narodową linią Kanady. Air Canada jest dziewiątą co do wielkości pasażerską linią lotniczą na świecie pod względem rozmiarów floty. W 2006 skorzystało z niej 34 mln pasażerów. Członek i jeden z założycieli sojuszu Star Alliance.

## Historia

### Trans-Canada Air Lines

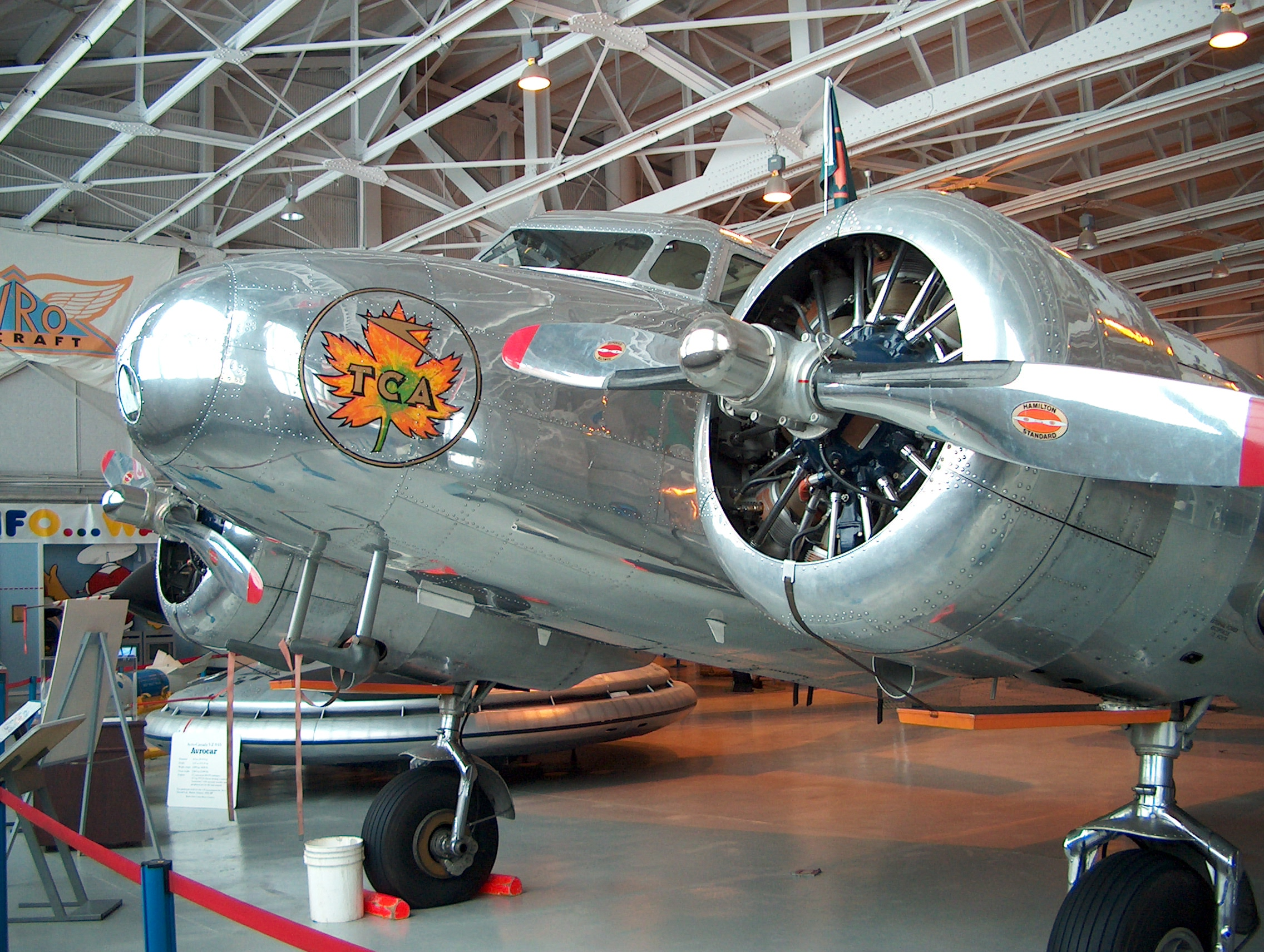
Lockheed L-10 Electra w barwach Trans-Canada Airlines

Rodowód państwowych linii lotniczych w Kanadzie wywodzi się z państwowych kolei CNR, które były tam pierwszym środkiem masowego transportu. Poprzednik Air Canada, linie Trans-Canada Air Lines, został założony przez rząd federalny 10 kwietnia 1937 jako kompania subsydiarna CNR. Ponieważ była to największa korporacja publiczna, jej właśnie powierzono „kanadyjskie niebo” w obawie, że zostanie wcześniej podbite przez Amerykanów. Jak się później okazało, dla kolei był to pomysł na zjadanie własnego ogona. Samoloty szybko zaczęły konkurować z pociągami i w rezultacie z biegiem czasu przyczyniły się do upadku kolejowej komunikacji pasażerskiej.
Nowe Ministerstwo Transportu pod dowództwem ministra C.D. Howe’a potrzebowało linię lotniczą pod kontrolą rządu, która łączyłaby krańce Kanady od Pacyfiku do Atlantyku. Linie lotnicze Trans-Canada zakupiły dwa samoloty typu Lockheed L-10 Electra i jednego Boeinga Stearman PT-17 Kaydet, używając 5 milionów dolarów od rządu kanadyjskiego.
Przewóz pasażerów rozpoczął się 1 września 1937, gdy samolot Lockheed L-10 Electra przewiózł dwóch pasażerów i pocztę z Vancouver do amerykańskiego miasta Seattle. Loty transkontynentalne rozpoczęły się 1 kwietnia 1939 z Montrealu do Vancouver, a używane zostały nowo zakupione Lockheed L-14 Super Electras (12 samolotów) i Lockheed L-18 Lodestars (6 samolotów). Pierwsze stewardesy i stewardów zatrudniono 1 lipca 1938, liczba pracowników wzrosła do 500 osób.
W 5 lat po założeniu TCA, konkurencyjne dla CNR koleje Canadian Pacific Railway (zasłużone w kolonizacji zachodniej Kanady) również postanowiły powołać linie lotnicze. Canadian Pacific Air Lines powstały w wyniku połączenia maleńkich przewoźników specjalizujących się w obsłudze odludnych miejsc na północy. Chociaż bardzo ambitne, linie te nie miały szans ze wspieranymi przez rząd federalny liniami, ponieważ to właśnie rząd regulował, kto ma np. latać do Paryża lub na Daleki Wschód i ustalał limity rejsów na głównych połączeniach krajowych. W rezultacie różnych zmagań finansowych, transakcji i ewolucji, spadkobierca linii zachodnich, czyli Canadian Airlines, został przyłączony do Air Canada w 2000.
Siedzibę firmy i główną bazę techniczną usadowiono pośrodku kraju – w Winnipegu, ale w 1949 wymogi federalne spowodowały przeprowadzkę do Montrealu.

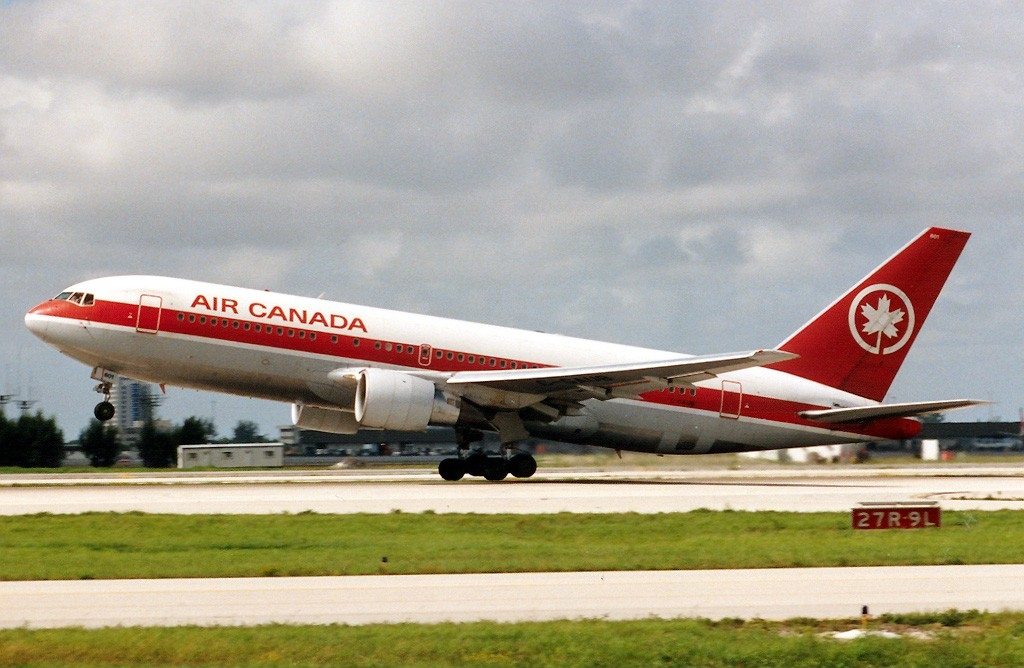
Barwy Air Canada lat 1964-1992 na samolocie Boeing 767-200

W 1964 Trans-Canada została narodową linią lotniczą Kanady. W tym samym roku pewien młody prawnik i poseł z Quebeku Jean Chrétien (w przyszłości premier Kanady) zasugerował zmianę nazwy na „Air Canada”, co rząd uczynił 1 stycznia następnego roku.

### Lata 80. i 90. XX wieku
W późnych latach 70. Air Canada odłączyła się od macierzystej korporacji CNR, stając się oddzielną korporacją publiczną. W latach 80. Air Canada popadła w długi, ponieważ modernizowała flotę i zakupiła linie regionalne, jak na przykład Air Nova i Air BC. Recesja gospodarcza w Kanadzie również przyczyniła się do strat.
Deregulacja kanadyjskiego rynku lotniczego w 1987 otworzyła innym liniom lotniczym dostęp do sprawiedliwej konkurencji. W 1989 Air Canada została sprywatyzowana i 43% akcji sprzedano na rynku publicznym.

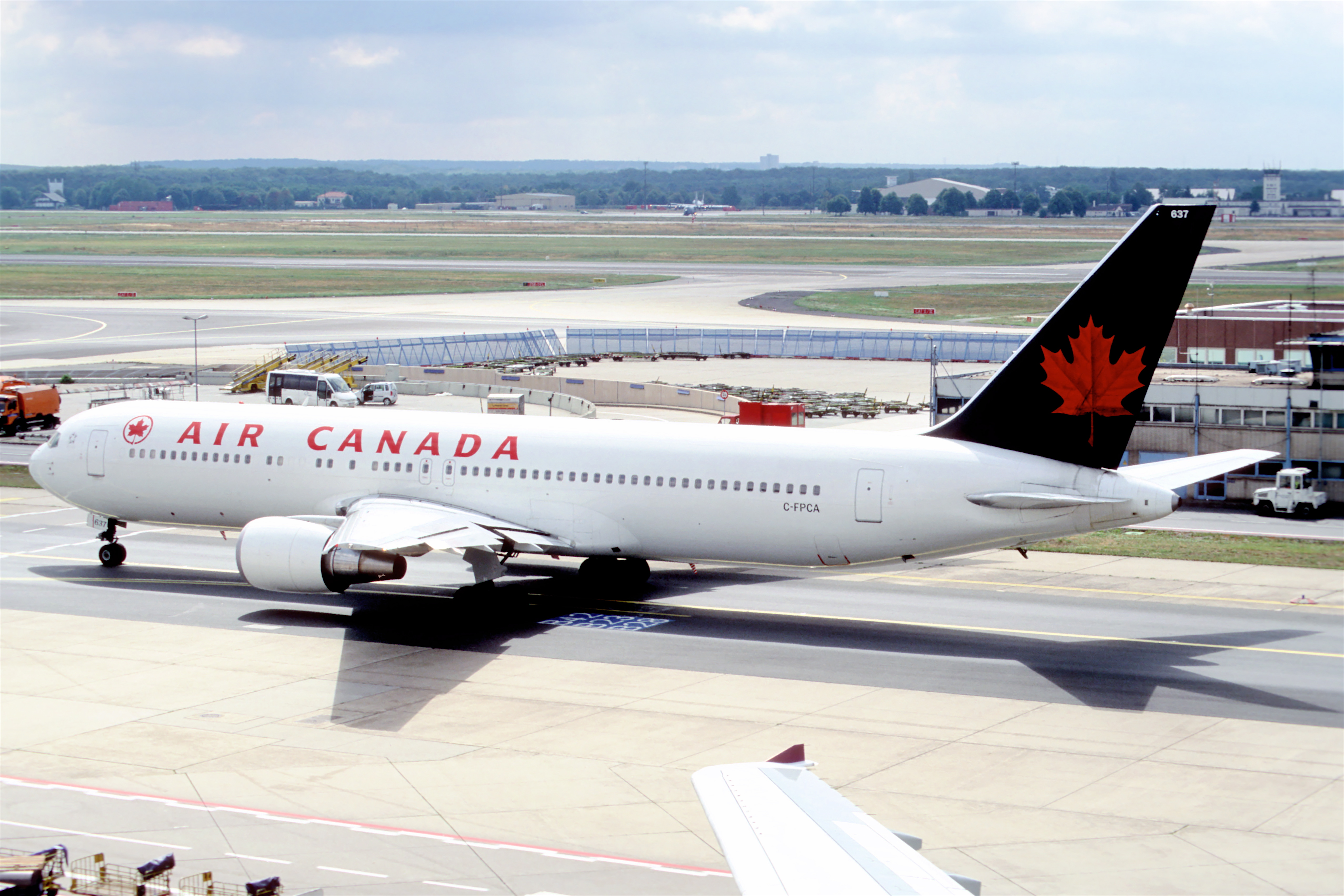
Barwy Air Canada lat 1994-2004 na samolocie Boeing 767-300ER

W maju 1997 Air Canada wraz z 4 innymi liniami (Lufthansa, Scandinavian Airlines System, Thai Airways International i United Airlines) utworzyła sojusz Star Alliance.
W okresie 2001–2004 istniały linie Air Canda Tango, które oferowały – przy minimum świadczeń – wyjątkowo tanie połączenia pomiędzy ważniejszymi miastami i czasem trasy wakacyjne, np. na Florydę. Samoloty zdobione były tradycyjnymi insygniami Air Canada ale w kolorze purpurowym. W zamiarze pomysłodawców Tango miało konkurować z niskobudżetowymi przewoźnikami prywatnymi w rodzaju Canada 3000 czy WestJet. Linie nie przetrwały, ale Air Canda do dziś używa określenia Tango do oznaczenia najtańszych usług.
Podobna historia dotyczyła w okresie 2002–2004 innej, maksymalnie taniej linii – Zip z Calgary. W zamian za pozbawienie podróżnych jakichkolwiek wygód, mogła podjąć walkę z tanim WestJetem w zachodniej Kanadzie. Flota dwunastu, jaskrawo pomalowanych Boeingów rozwoziła pasażerów w jednej tylko klasie, ale i ją pochłonęła „wielka restrukturyzacja”.

### Prywatyzacja

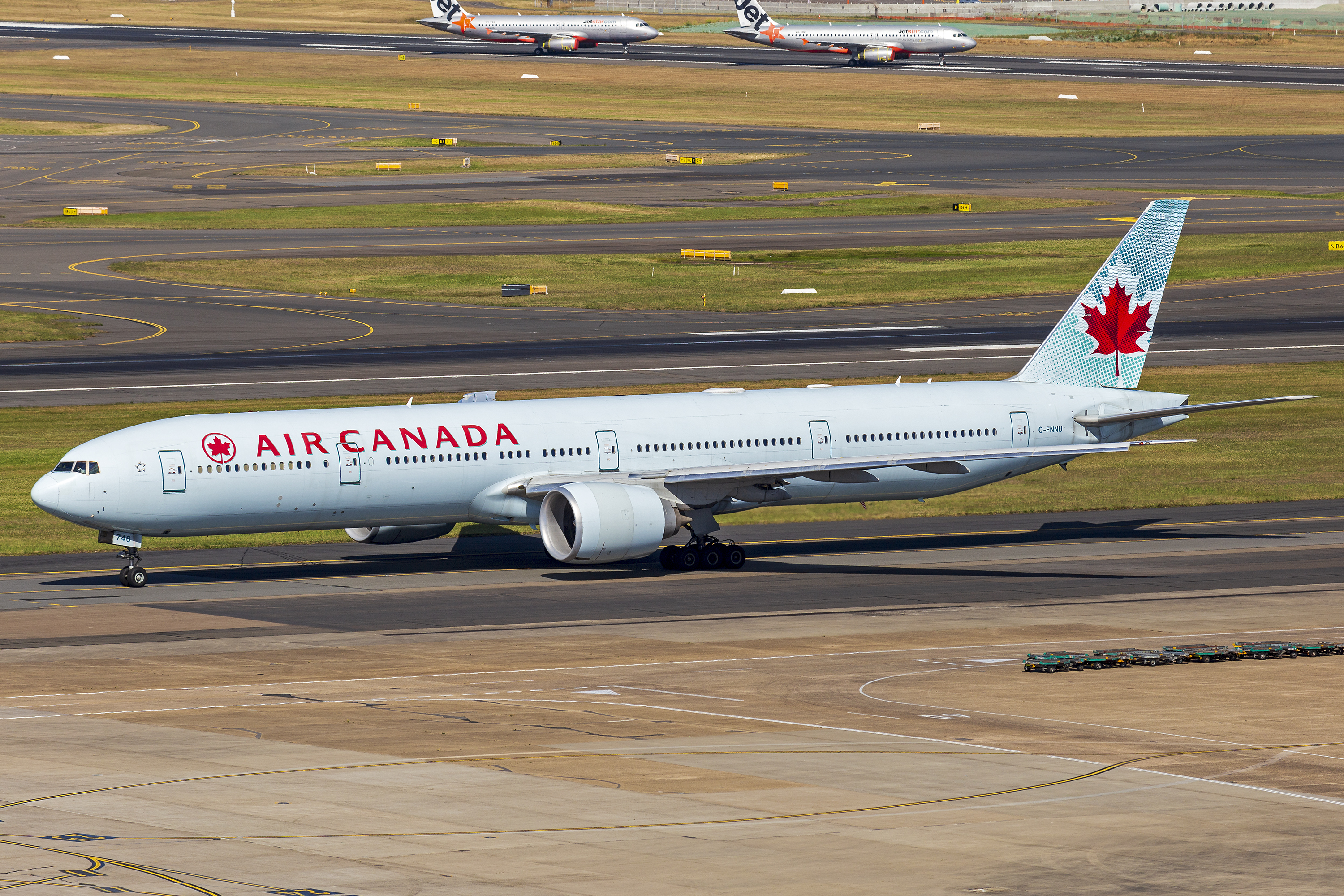
Barwy Air Canada używane do 2017 roku – samolot Boeing 777-300ER.

W styczniu 2001 Air Canada przejęła linie Canadian Airlines, które w tym czasie były drugimi co do wielkości liniami lotniczymi w Kanadzie. Skutkiem tego zakupu Air Canada stała się wówczas dwunastym co do wielkości przewoźnikiem na świecie. W rok po przejęciu swego największego konkurenta, Air Canada stanęła w obliczu bankructwa, zawiesiła wypłaty na rzecz wierzycieli i zażądała ochrony dóbr, którą zdjęto po roku. Zreorganizowano firmę, zwalniając tysiące pracowników. Do promocji nowego wizerunku firmy zatrudniono piosenkarkę Céline Dion, która zaśpiewała przebój You and I, stając się „Nowym głosem Air Canada”. Słowa utworu napisał pracownik działu reklamy. Wywołało to oburzenie związków zawodowych, które wolałyby inaczej wydawać pieniądze, ale zarząd przekonywał, że taka akcja podnosi prestiż i ducha firmy. Wprowadzano też oszczędności:
– brak ciepłego posiłku w klasie ekonomicznej przy lotach lokalnych do 5 godzin (są wyjątki),
– dodatkowe posiłki za opłatą,
– malowanie kadłubów lżejszą farbą dla mniejszego zużycia paliwa,
– wprowadzenie poduszek dmuchanych (lżejszych) w lotach krótkodystansowych.
Najważniejszą jednak zmianą było przyłączenie 6 mniejszych linii lotniczych pod sztandarem Air Canada oraz powołanie spółki zależnej Air Canada Jazz. W styczniu 2005, Air Canada weszła pod skrzydła specjalnie powołanego do jej prowadzenia montrealskiego holdingu ACE Aviation (33 tys. pracowników, obroty 10 mld dol. rocznie). Calin Rovinescu jest prezesem firmy, a David I. Richardson prezesem rady nadzorczej holdingu, który trzyma kontrolny pakiet akcji Air Canada.
Głównym węzłem komunikacyjnym Air Canada jest port lotniczy Pearsona, który choć prawie w całości leży w Mississaudze, mianowany jest torontońskim. Według brytyjskiego Institute of Transport Management w 2007 – najlepsze lotnisko na świecie.

## Innowacje
W 1958 linie jako pierwsze zainstalowały prototyp „czarnej skrzynki”, czyli urządzenia rejestrującego parametry lotu. W 1961 jako pierwsze na świecie (2 lata przed Amerykanami) użyły wczesnych, konstruowanych na zamówienie komputerów Gemini do rezerwacji biletów, z prędkością 10 transakcji na sekundę. Wymyślony wówczas przez firmę Ferranti system ReserVec, sprawdził się w działaniu, ale przegrał z koncepcjami IBM. W 1963 wraz z wprowadzeniem samolotu DC-8, jako pierwsi użyli odrzutowca do przewozu frachtu.
7 grudnia 1987 Air Canada stał pierwszym na świecie przewoźnikiem, który zabronił palenia tytoniu na pokładzie samolotów. Trzy lata później jako pierwszy w Kanadzie wprowadza do floty bazowy model Airbusa A320.
W 1992, znów jako pierwsza w świecie, Air Canada zaoferowała pasażerom samolotu „telefon na wyciągnięcie ręki”, a w 1997 znaleźli sposób na wydawanie biletów elektronicznych w biurach podróży. W 2000 Air Canada była pierwszą komercyjną linią na świecie, zezwalającą pasażerom podczas lotu na korzystanie z ich laptopów, włącznie z przekazywaniem poczty elektronicznej.
Po prywatyzacji w 1989 Air Canada wprowadziła własną kartę kredytową enRoute (dziś w rękach AMEX-u). Dzięki zakupom przez nią, można gromadzić mile podróżne i kupować taniej bilety w programie Aeroplan, który jest konkurentem programu Air Miles. Służy także klientom Bell Canada, Costco i Esso. Niewykorzystane punkty przestają być ważne po 7 latach od transakcji.
W 2004 Air Canada rozpoczęła odmładzanie floty. Po ponad 30-letniej ekploatacji, usunięto Jumbo Jety, czyli Boeingi 747. Inne przemalowywano, zmieniając krój loga i wystrój wnętrz. Podstawowym samolotem stał się 4-silnikowy Airbus A340, który będzie wymieniany na Boeinga 777-200LR. Air Canada zamówiła 50 egzemplarzy B-787 Dreamliner. Na krajowe połączenia planowane są brazylijskie Embraery.

## Oferta przewoźnika na pokładzie samolotu
Większość samolotów posiada duży ekran i małe monitory pod sufitem co kilka rzędów, gdzie wyświetlane są wiadomości telewizji CBC i amerykańskie filmy. Dodatkowo, na pokładzie Embraerów, każdy pasażer ma dostęp do systemu AVOD (audio i wideo na życzenie).
Wraz z nowym wystrojem wnętrz we wszystkich samolotach pojawia się sukcesywnie udoskonalony system Thales i4500. Na tylnych ścianach foteli mocowane są 9-calowe monitory sterowane dotykowo, które  zapewnią indywidualną rozrywkę w postaci gier, filmów, wiadomości, itd. Korzystając z podłączonego systemu GPS pasażer może dowiedzieć się, gdzie się znajduje, jakie jest pod nim miasto, może poznać jego historię, atrakcje, itp. Może słuchać satelitarnego radia XM. Przez porty USB w fotelu podłączyć można własny sprzęt (laptopy, konsole gier i inne urządzenia).

## Katastrofy
- 1963: Najgorsza tragedia w dziejach kanadyjskiego lotnictwa. Nowy DC-8 traci szybkość podczas wznoszenia się z lotniska w Dorval pod Montrealem. Po 4 minutach lotu wskutek awarii technicznej spada w pobliskie bagna. Giną wszyscy na pokładzie – 118 osób. Wskutek olbrzymiego korku na ulicach Montrealu, 8 osób spóźniło się na lot do Toronto.
- 1970: Najgorsza katastrofa w historii lotniska Pearsona w Toronto. Ląduje DC-8 z Montrealu. Piloci popełniają błędy. Podczas manewru lądowania tracą kontrolę nad maszyną i kładą ją zbyt gwałtownie. Od skrzydła odrywa się jeden z silników uszkadzając przewód paliwowy. Mimo to, udaje się poderwać samolot i pilot próbuje drugiego lądowania na innym pasie, czystym od szczątków silnika. Podczas nawracania, w niecałe 3 minuty od nieudanego lądowania eksploduje wyciekające paliwo na skrzydle. Kolejna eksplozja odrzuca na ziemię następny silnik i niszczy skrzydło. Samolot uderza w pole golfowe pod Bolton, ginie wszystkich 109 osób na pokładzie.
- 1978: Pęknięta opona DC-9 podczas startu z lotniska w Toronto powoduje wylecenie z pasa startowego. Dwie ofiary śmiertelne.
- 1983: Pożar na pokładzie DC-9 powoduje awaryjne lądowanie w Hebron w Kentucky. Dopływ tlenu z zewnątrz podczas akcji ratunkowej wywołuje nagłe rozprzestrzenienie się ognia na pokładzie. 23 z 41 pasażerów nie udaje się uratować. Wśród ofiar znalazł się kanadyjski muzyk folkowy Stan Rogers.
- 1983: Piloci Boeinga 767 lecącego wzdłuż Kanady orientują się 12 km nad Manitobą, że wskutek błędnej kalkulacji (przechodzono wówczas na system metryczny) nie mają paliwa. Samolot z 61 pasażerami, niczym szybowiec, z niedziałającymi silnikami (które zasilały prądem większość instrumentów i system hydrauliczny) ląduje lotem ślizgowym na dawnym lądowisku w Gimli, przerobionym na tor wyścigowy, zresztą czynny tego dnia. Ofiar nie było, na podstawie zdarzenia powstał film Falling from the Sky: Flight 174.

## Powiązania

### Linie partnerskie
Air Canada oferuje pasażerom połączenia lotnicze w formule codeshare z poniższymi liniami lotniczymi:
| - Aegean Airlines* - Aer Lingus - Air China* - Air Dolomiti* - Air India* - Air New Zealand* - All Nippon Airways* - Asiana Airlines* - Austrian Airlines* - Avianca* | - Azul Linhas Aereas - Brussels Airlines* - Cathay Pacific - Central Mountain Air - Croatia Airlines* - Discover Airlines - Edelweiss - EgyptAir* - Emirates - Ethiopian Airlines* | - Etihad Airways - Eurowings - EVA Air* - Flydubai - GOL - LOT* - Lufthansa* - Middle East Airlines - Singapore Airlines* - South African Airways* | - SriLankan Airlines - Swiss International Air Lines* - TAP Portugal* - Thai Airways International* - Turkish Airlines* - United Airlines* - Virgin Australia - Vistara |

* Linie, które są członkiem Star Alliance

### Spółki Zależne
- Air Canada Cargo(inne języki) – spółka zajmująca się transportem cargo, której siedziba znajduje się na lotnisku Toronto-Pearson. W ramach siatki lotniczej Air Canada oferuje realizacje zleceń do 450 miast w 50 krajach, posiada własne terminale cargo w portach lotniczych w Montrealu, Toronto, Vancouver, Chicago, Londynie i Frankfurcie[3]
- Air Canada Express(inne języki) – regionalne linie lotnicze założone w 2011 z siedzibą w Halifaksie, oferują usługi lotnicze na krótkich trasach kontynentalnych (USA i Kanada). Operatorem połączeń jest Jazz Aviation, dawniej Air Canada Jazz
- Air Canada Jetz(inne języki) – czarterowe linie lotnicze założone w 2001 z siedzibą w Montrealu. Służą jako czartery do transportowania drużyn sportowych i biznesowych klientów korporacyjnych[4]
- Air Canada Rouge(inne języki) – niskobudżetowe linie lotnicze działające od 2013, obsługują połączenia na trasach wakacyjnych i turystycznych do krajów Europy i Ameryki Łacińskiej
- Air Canada Vacations – założony w latach 80. operator turystyczny Air Canada[5]
- Aeroplan – program lojalnościowy Air Canada

## Flota

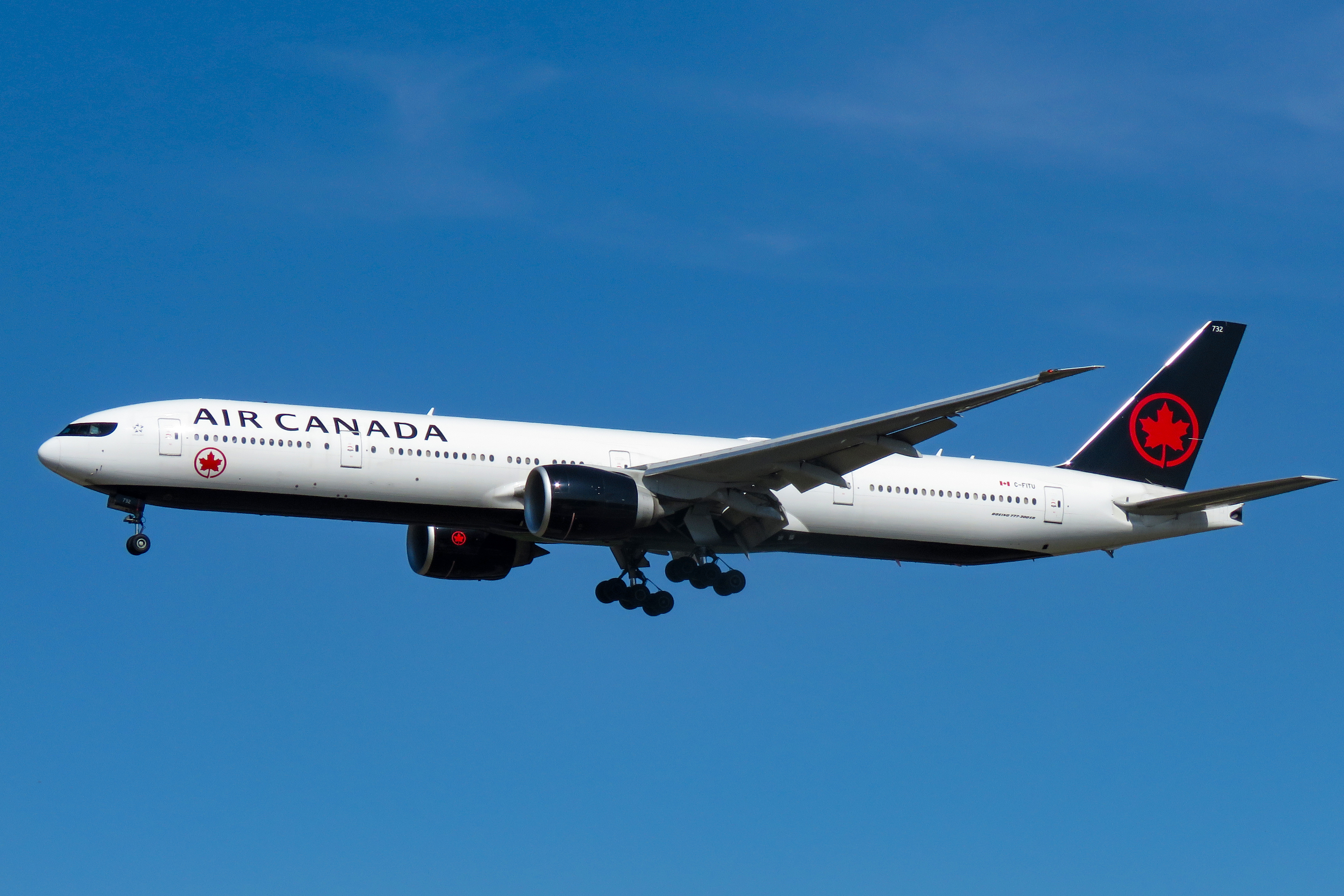
Boeing 777-300ER linii Air Canada lądujący na lotnisku w Pekinie

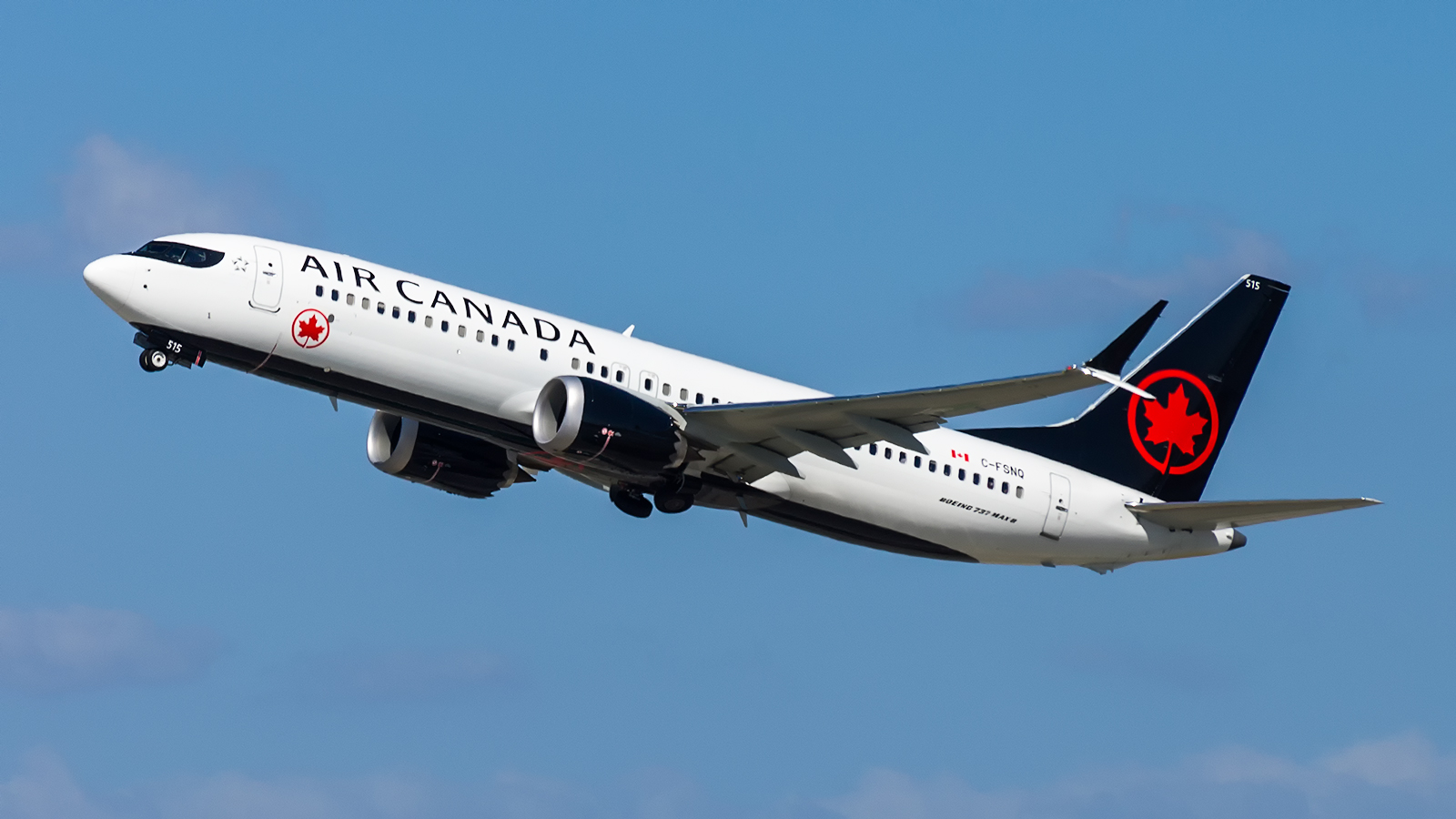
Boeing 737 MAX8

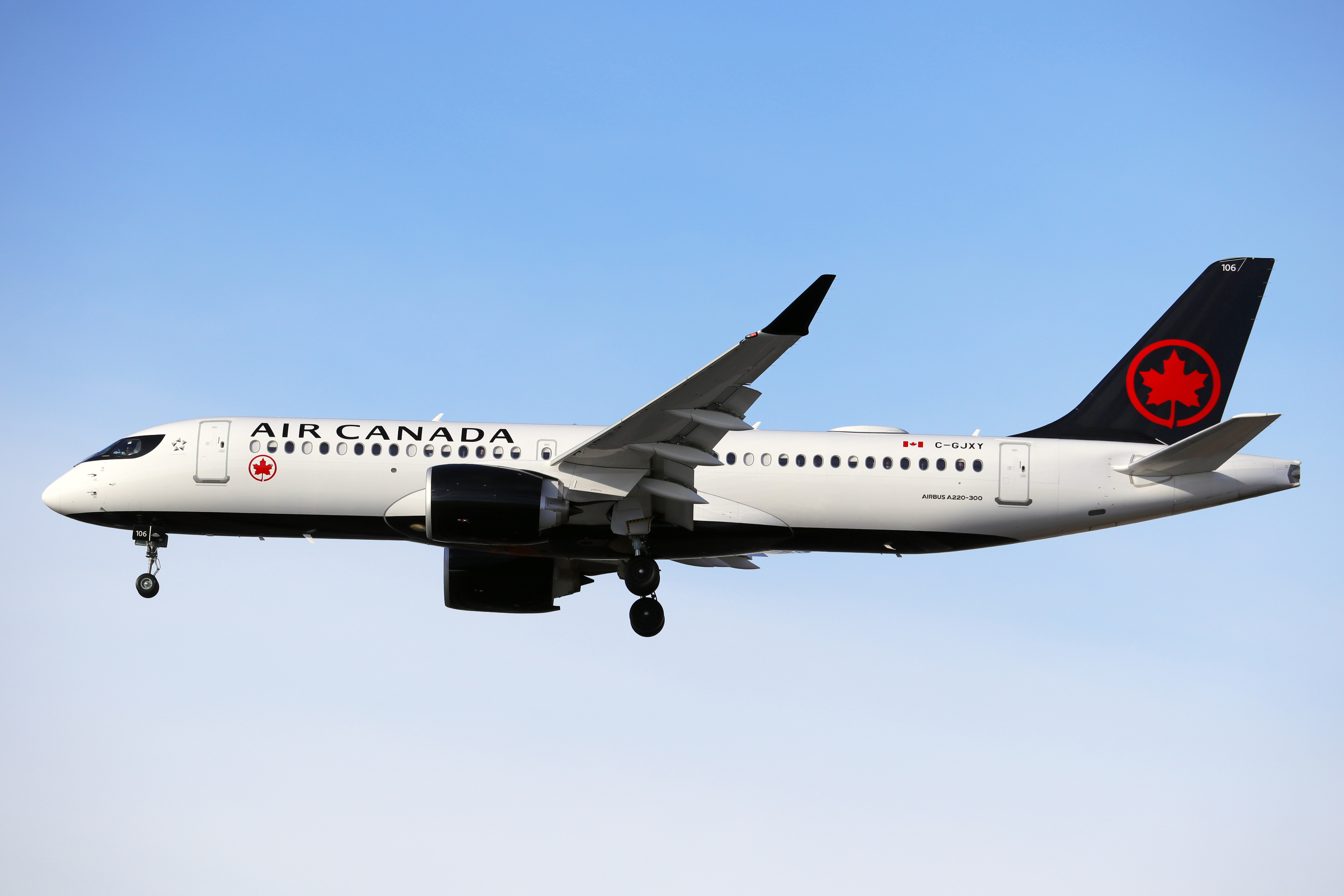
Airbus A220

Według stanu na maj 2025 flota Grupy Air Canada, w której skład wchodzą cztery linie lotnicze składała się z 353 samolotów.

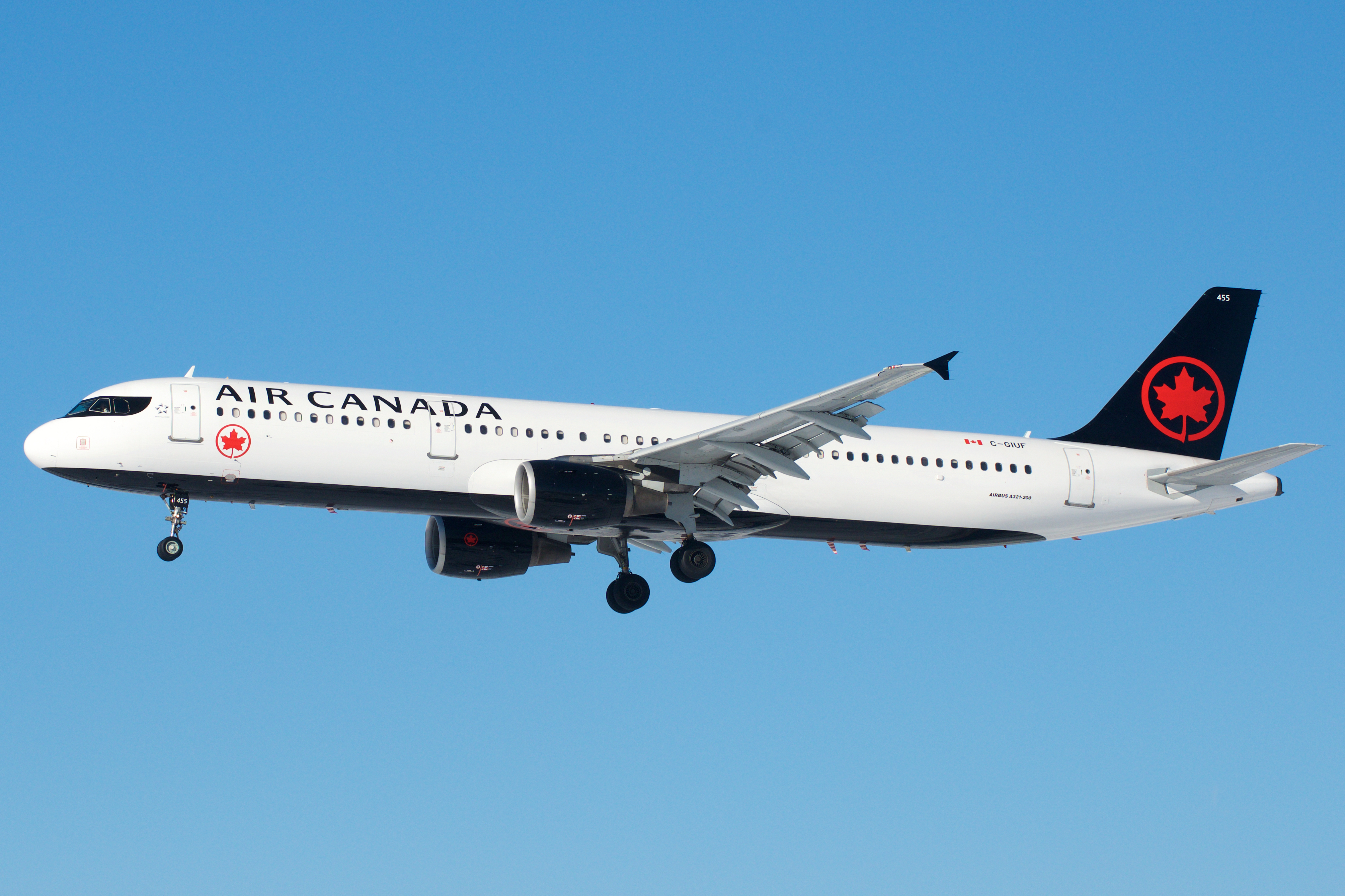
Airbus A321-200

### Air Canada
Według stanu na maj 2025 flota Air Canada składa się z 213 samolotów, w tym 6 przeznaczonych wyłącznie do transportu cargo, o średnim wieku 12,2 lat:
| Samolot          | Samolot | Samolot   | Liczba miejsc | Liczba miejsc | Liczba miejsc | Liczba miejsc | Uwagi                                       |
| Model            | Aktywne | Zamówione | B             | P             | E             | Łącznie       | Uwagi                                       |
| ---------------- | ------- | --------- | ------------- | ------------- | ------------- | ------------- | ------------------------------------------- |
| Airbus A220-300  | 34      | 26        | 12            | -             | 125           | 137           | Planowane dostarczenie do końca 2026        |
| Airbus A319-100  | 3       | -         | 14            | -             | 106           | 120           |                                             |
| Airbus A320-200  | 17      | -         | 14            | -             | 132           | 146           | Planowana zmiana konfiguracji miejsc w 2025 |
| Airbus A320-200  | 17      | -         | 8             | -             | 144           | 152           | Planowana zmiana konfiguracji miejsc w 2025 |
| Airbus A321-200  | 20      | -         | 8             | -             | 176           | 184           | Planowana zmiana konfiguracji miejsc w 2025 |
| Airbus A321-200  | 20      | -         | 16            | -             | 180           | 196           | Planowana zmiana konfiguracji miejsc w 2025 |
| Airbus A321XLR   | -       | 30        | 14            | -             | 168           | 182           | Planowane dostarczenie od 2025 do 2029      |
| Airbus A330-300  | 20      | -         | 30            | -             | 255           | 285           |                                             |
| Airbus A330-300  | 20      | -         | 32            | 24            | 241           | 297           |                                             |
| Boeing 737 MAX8  | 46      | 7         | 16            | -             | 153           | 169           | Planowane dostarczenie w 2025               |
| Boeing 767-300ER | 2       | -         | 24            | -             | 187           | 211           |                                             |
| Boeing 777-200LR | 6       | -         | 40            | 24            | 236           | 300           |                                             |
| Boeing 777-300ER | 19      | -         | 40            | 24            | 336           | 400           |                                             |
| Boeing 777-300ER | 19      | -         | 28            | 24            | 398           | 450           |                                             |
| Boeing 787-8     | 8       | -         | 20            | 21            | 214           | 255           |                                             |
| Boeing 787-9     | 32      | -         | 30            | 21            | 247           | 298           |                                             |
| Heart ES-30      | -       | 30        | -             | -             | -             | -             | Planowane dostarczenie w 2028               |
| Air Canada Cargo |         |           |               |               |               |               |                                             |
| Boeing 767-300ER | 6       | -         | -             | -             | -             | -             | Konfiguracja cargo, pojemność do 57 ton     |
| Łącznie          | 213     | 93        |               |               |               |               |                                             |

### Air Canada Express

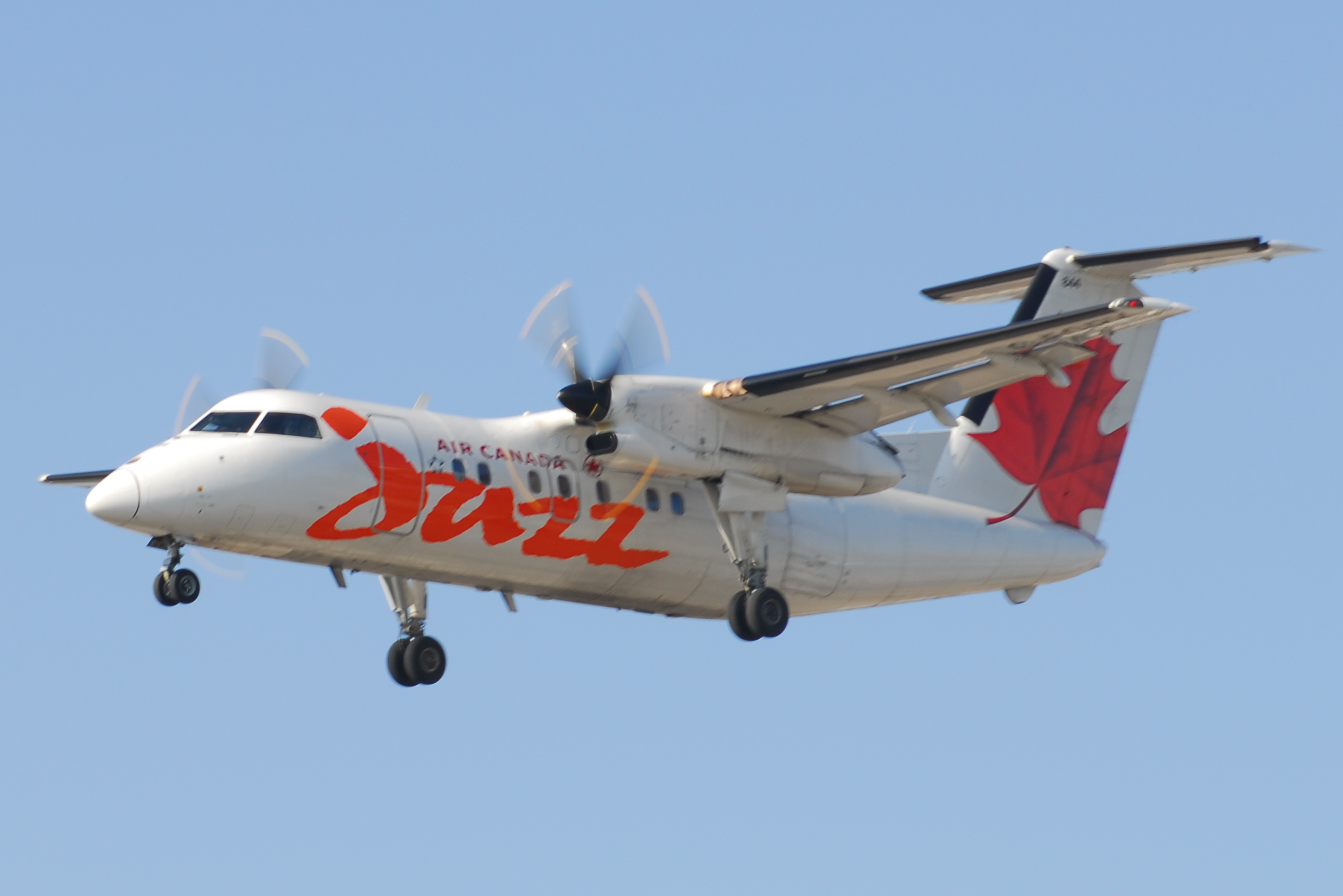
De Havilland Canada DHC-8-102

Operatorem połączeń jest Jazz Aviation (dawniej Air Canada Jazz). Według stanu na maj 2025 flota latająca pod marką Air Canada Express składała się z 99 samolotów o średnim wieku 14,6 lat:
| Samolot                | Samolot | Samolot   | Liczba miejsc | Liczba miejsc | Liczba miejsc | Uwagi                                 |
| Model                  | Aktywne | Zamówione | B             | E             | Łącznie       | Uwagi                                 |
| ---------------------- | ------- | --------- | ------------- | ------------- | ------------- | ------------------------------------- |
| Bombardier CRJ-900     | 35      | -         | 12            | 64            | 76            |                                       |
| De Havilland DHC-8-400 | 39      | -         | -             | 74            | 74            | Operatorem 7 maszyn jest PAL Airlines |
| Embraer ERJ-175        | 25      | -         | 12            | 64            | 76            |                                       |
| Łącznie                | 99      | 0         |               |               |               |                                       |

### Air Canada Rouge
Według stanu na maj 2025 flota latająca pod marką Air Canada Rouge składała się z 37 samolotów o średnim wieku 19 lat:
| Samolot         | Samolot | Samolot   | Liczba miejsc | Liczba miejsc | Liczba miejsc | Uwagi |
| Model           | Aktywne | Zamówione | B             | E             | Łącznie       | Uwagi |
| --------------- | ------- | --------- | ------------- | ------------- | ------------- | ----- |
| Airbus A319-100 | 18      | -         | 12            | 124           | 136           |       |
| Airbus A320-200 | 5       | -         | 12            | 156           | 168           |       |
| Airbus A321-200 | 14      | -         | 12            | 184           | 196           |       |
| Łącznie         | 37      | 0         |               |               |               |       |

### Air Canada Jetz
Przewoźnik dysponuje 4 samolotami Airbus A320-200, w konfiguracji 70 miejsc klasy biznes.